# Bronisława Jaroszyńska

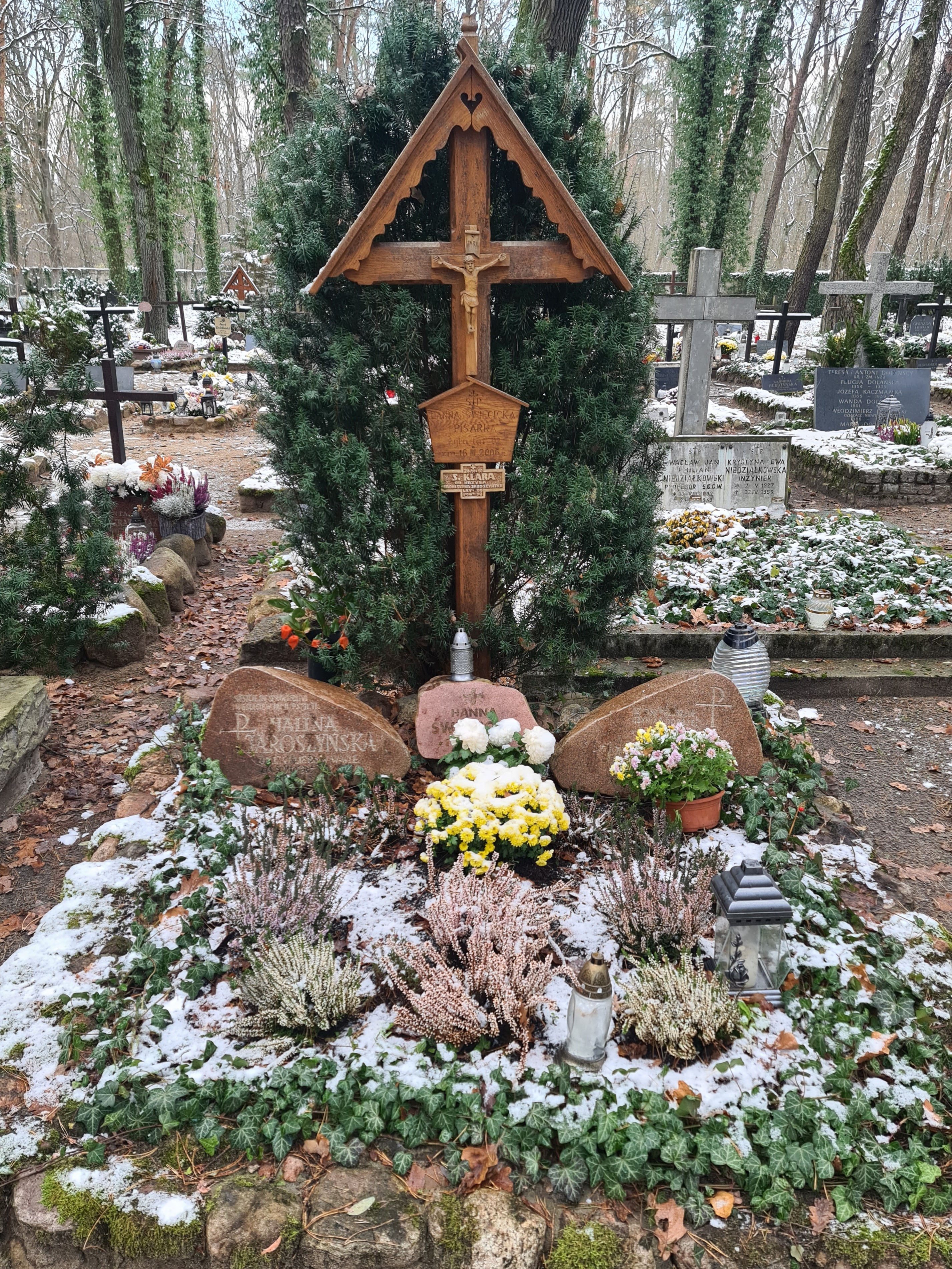
Grób Józefa Jaroszyńskiego, Haliny Jaroszyńskiej, Bronisławy Jaroszyńskiej (s. Klary od Krzyża) i Hanny Święcickiej na cmentarzu leśnym w Laskach

Bronisława Jaroszyńska, siostra Klara FSK (ur. 10 sierpnia 1911, zm. 20 października 2010 w Laskach) – polska siostra zakonna, pielęgniarka i Sprawiedliwa wśród Narodów Świata, dama Krzyża Komandorskiego Orderu Odrodzenia Polski.

## Życiorys

### Dzieciństwo i młodość
Bronisława Jaroszyńska urodziła się jako pierwsza córka nauczyciela Józefa Jaroszyńskiego i pedagożki Haliny z Hubertów Jaroszyńskiej. Miała młodszą o trzy lata siostrę Hannę Święcicką, również pedagożkę. We wrześniu 1930 r. rozpoczęła naukę w trzyletniej Szkole Pielęgniarskiej, gdzie uzyskała dyplom pielęgniarski w 1934 r. Pracowała w poradni dla dzieci trudnych i niedorozwiniętych przy ul. Madalińskiego w Warszawie. Później podjęła pracę w Patronacie przy ul. Wolność u Zofii Morawskiej. Ukończyła pierwszy rok medycyny. 21 września 1936 r. rozpoczęła próbę zakonną w Zgromadzeniu Sióstr Franciszkanek Służebnic Krzyża. 6 stycznia 1939 r. złożyła pierwsze śluby zakonne.  

### Pomoc Żydom w czasie okupacji niemieckiej
W latach 1942–1945 udzielała pomocy zagrożonej prześladowaniem ze względu na żydowskie korzenie siostrze Miriam Wajngold. Jaroszyńska znalazła dla niej kryjówkę w Bukowinie Tatrzańskiej, u prowadzących dom dziecka sióstr zmartwychwstanek. Zakonnica zaopiekowała się również Ewą (Ewunią), trzyletnim żydowskim dzieckiem. Jaroszyńska zapewniła także schronienie w Zakładzie dla Niewidomych w Laskach Anicie (Halusi) Lautenberg, żydowskiej dziewczynie ukrywanej dotąd wspólnie ze swoją matką i ojcem przez rodziców siostry Klary.

### Działalność po II wojnie światowej
Jako siostra Klara była przełożoną w domach zakonnych sióstr Franciszkanek w Laskach i Żułowie na Lubelszczyźnie. Była także kierowniczką Internatu Chłopców i Biura Szkolnego w Izabelinie. W 1978 r. zorganizowała II Ogólnopolski Zjazd Wychowanków Lasek. W latach 1979–1987 prowadziła Dom Rekolekcyjny. W czasie stanu wojennego udzielała tam schronienia ludziom potrzebującym kryjówki. Zapewniała im wsparcie żywnościowe, lekowe i ubraniowe. Od 1989 r. przez 13 lat pracowała w sekretariacie Zarządu Towarzystwa Opieki nad Ociemniałymi. W wyniku pogarszającego się stanu zdrowia w 2003 r. została przeniesiona do Domu św. Rafała w Laskach, gdzie pozostała do swojej śmierci 20 października 2010 r. Została pochowana na cmentarzu leśnym w Laskach, w sektorze D (rząd I, grób o numerze 22).

## Odznaczenia
18 lutego 1981 r. Bronisława Jaroszyńska została uhonorowana przez Jad Waszem medalem Sprawiedliwa wśród Narodów Świata. Wraz z nią odznaczenie dostali również Józef i Halina Jaroszyńscy oraz ich córka Maria Furmanik de domo Jaroszyńska. W 1986 r. zasadziła swoje drzewko w Ogrodzie Sprawiedliwych wśród Narodów Świata Jad Waszem. W roku 1991 siostra Klara otrzymała honorowe obywatelstwo Izraela i towarzyszyła prezydentowi Lechowi Wałęsie przy odsłonięciu tablic polskich Sprawiedliwych w Jerozolimie. 10 października 2007 roku s. Klara została odznaczona Krzyżem Komandorskim Orderu Odrodzenia Polski.